# Finnträskån
De Finnträskån is een rivier in Zweden, in de gemeente Piteå. De rivier is de afwateringsrivier van het meer Finnträsket en stroomt naar het noordoosten weg. De Finnträskån is een van de zijrivieren van de Jävreån en is ongeveer 22 kilometer lang.
meer Finnträsket → Finnträskån → Jävreån → Botnische Golf